# Френкель Марк Ісаакович
Марк Ісаакович Френкель (нар. 14 серпня 1909, Бар Подільська губернія — пом.20 червня 1982 у м. Ленінград) — радянський вчений, доктор технічних наук, професор, діяч радянського компресоробудування, основоположник теорії та інженерного методу розрахунку поршневих компресорів. Працював під керівництвом Миколи Доллєжаля.

## Міжнародні патенти
1. Cylinder of piston compressor
2. DIRECT-FLOW CYLINDRICAL VALVE
3. UNIFLOW VALVE
4. STRAIGHTWAY VALVE
5. Straightway valve